# MozSearch
MozSearch je XML formát vyhledávacích modulů založený na formátu OpenSearch. Vytvořila jej Mozilla Corporation a je určen pro interní použití ve webovém prohlížeči Mozilla Firefox, který jej podporuje od verze 2.0. Od formátu OpenSearch se liší rootovským elementem a XML jmenným prostorem.